# Ananda Mikola
Ananda Mikola, né le 27 avril 1980 à Jakarta, est un pilote automobile indonésien

## Biographie
Sa carrière automobile débute en 1993 en karting, il a alors 13 ans. Il devient triple champion d'Indonésie en Groupe N et décide, en 1996, de participer à la Formule Asia, championnat qu'il va remporter la même année. Ensuite, après deux saisons en F3 italienne, il s'engage en Formule 3000. Malheureusement, Mikola ne connaitra pas le succès, il ne marque aucun point en trois années. 
Après une année sabbatique et un passage en World Series Lights en 2003 où il était sponsorisé par l'AC Milan, il fait un bref passage, mais très brillant, en F3 asiatique : 3 victoires en 4 courses. En 2005, il est engagé comme titulaire de ce même championnat et devient même champion. Il y fera également la totalité de la saison 2005-2006 de A1 Grand Prix avec l'Indonésie, finissant 18e. En Formule Renault V6, Mikola termine la saison 2006 à la 3e place.
En 2008, il participe au tout nouveau championnat asiatique, la Speedcar Series. Cette saison fut plutôt bonne pour Mikola : il finit 8e au classement général, avec une pole position et un podium  sur sa terre natale, à Jakarta.
Pour l'anecdote, Ananda Mikola est le frère de l'autre pilote indonésien Moreno Soeprapto (en).

## Carrière
- 1993: Karting Group N (Champion)
- 1994: Karting Group N (Champion), Karting indonésien (Champion)
- 1995: Karting Group N (Champion)
- 1996: Formule Asia (Champion)
- 1997: F3 italienne (10e)
- 1998: F3 italienne (5e)
- 1999: Formule 3000 italienne
- 2000: Euro Formule 3000
- 2001: Euro Formule 3000
- 2003: World Series Lights
- 2004: F3 asiatique (3 victoires en 4 courses)
- 2005: F3 asiatique (Champion), A1 Grand Prix (18e avec l'Indonésie)
- 2006: Formule Renault V6 (3e)
- 2007: Euroseries 3000 (15e)
- 2008: Speedcar Series (8e)